# 福兴镇
福兴镇，是中华人民共和国四川省成都市金堂縣下辖的一个乡镇级行政单位。

## 行政区划
福兴镇下辖以下地区：
福乐社区、三合碑社区、牛角村、积善村、卧龙村、园觉寺村、双宏村、三福村、金福村、清河村、长乐村和三王庙村。